# هیدون، نورفک
هیدون (به انگلیسی: Heydon) یک روستا و محله مدنی در بریتانیا است که در Broadland واقع شده‌است. هیدون ۸٫۰۲ کیلومتر مربع مساحت و ۸۹ نفر جمعیت دارد.